# Пам'ятки архітектури Мурованокуриловецького району
У Мурованокуриловецькому районі Вінницької області під охороною держави знаходиться 16 пам'яток архітектури і містобудування, з них 9 — національного значення.
| Пор. №                 | Найменування пам'ятки         | Датування              | Місцезнаходження                       | Охоронний номер        | Дата та № рішення взяття на облік                     |
| Національного значення | Національного значення        | Національного значення | Національного значення                 | Національного значення | Національного значення                                |
| ---------------------- | ----------------------------- | ---------------------- | -------------------------------------- | ---------------------- | ----------------------------------------------------- |
| смт Муровані Курилівці |                               |                        |                                        |                        |                                                       |
|                        | Садиба:                       | 16-19 ст.              | вул. Спортивна,1                       | 973/0                  | Постанова Ради Міністрів УРСР від 06.09.1979 р. № 442 |
| 1                      | Палац                         | 1805 р.                | вул. Спортивна,1                       | 973/1                  | -ІІ-                                                  |
| 2                      | Арсенал                       | 1805 р.                | вул. Спортивна,1                       | 973/2                  | -ІІ-                                                  |
| 3                      | Флігель                       | 1805 р.                | вул. Спортивна,1                       | 973/3                  | -ІІ-                                                  |
| 4                      | Флігель                       | 1805 р.                | вул. Спортивна,1                       | 973/6                  | -ІІ-                                                  |
| 5                      | Замкові мури                  | 16 ст.                 | вул. Спортивна,1                       | 973/4                  | -ІІ-                                                  |
| 6                      | Міст                          | 19 ст.                 | вул. Спортивна,1                       | 973/5                  | -ІІ-                                                  |
| с. Котюжани            |                               |                        |                                        |                        |                                                       |
|                        | Садиба                        | п.20 ст.               | вул. Червоноармійська,12               | 974/0                  | -ІІ-                                                  |
| 7                      | Палац                         | п.20 ст.               | вул. Червоноармійська,12               | 974/1                  | -ІІ-                                                  |
| 8                      | Міст                          | п.20 ст.               | вул. Червоноармійська,12               | 974/2                  | -ІІ-                                                  |
| 9                      | Дзвіниця Миколаївської церкви | д.п.19 ст.             | вул. Червонопрапорна,2                 | 975                    | -ІІ-                                                  |
| Місцевого значення     |                               |                        |                                        |                        |                                                       |
| с. Муровані Курилівці  |                               |                        |                                        |                        |                                                       |
| 10                     | Парк                          | 19 ст.                 | вул. Спортивна,1                       | 313-М                  | Розпорядження ОДА № 78 від 19.02.96 р                 |
| с. Вербовець           |                               |                        |                                        |                        |                                                       |
| 11                     | Костьол Михайла Архангела     | 1802 р.                | вул. Зарічна,4                         | 133-М                  | Рішення виконкому облради нар. деп.від 14.02.91 № 43  |
| 12                     | Церква Покрова Богородиці     | 1833 р.                | вул. Кірова,18                         | 134-М                  | -//-                                                  |
| с. Вищеольчедаїв       |                               |                        |                                        |                        |                                                       |
| 13                     | Особняк цукрозаводчика        | д.п.19 ст.             | с. Вищеольчедаїв, вул. Ковальського,32 | 137-М                  | -//-                                                  |
| с. Вінож               |                               |                        |                                        |                        |                                                       |
| 14                     | Садибний будинок Колосовських | 19 ст.                 | вул. Пархоменко,16                     | 135-М                  | -//-                                                  |
| 15                     | Церква Різдва Богородиці      | 1854 р.                | вул. Радянська,7                       | 136-М                  | -//-                                                  |
| с. Житники             |                               |                        |                                        |                        |                                                       |
| 16                     | Михайлівська церква           | 1886 р.                | с. Житники, вул. Жовтнева,43           | 138-М                  | -//-                                                  |
|                        |                               |                        |                                        |                        |                                                       |